# Lista de ministros da Comunicação Social de Portugal

Bandeira de ministro de Portugal.

Esta é uma lista de ministros da Comunicação Social de Portugal, entre a criação do cargo a 16 de maio de 1974 e a extinção definitiva do mesmo a 3 de janeiro de 1980.
A lista cobre o atual período democrático (1974 – atualidade).

## Ao longo do tempo
Entre 1974 e 1980, o cargo de ministro da Comunicação Social existiu nos seguintes períodos:
- entre 16 de maio de 1974 e 23 de julho de 1976 e
- entre 22 de novembro de 1978 e 3 de janeiro de 1980.

## Numeração
São contabilizados os períodos em que o ministro esteve no cargo ininterruptamente, não contando se este serve mais do que um mandato consecutivo. Ministros que sirvam em períodos distintos são, obviamente, distinguidos numericamente. 

## Lista
Legenda de cores
(para correntes políticas)
| Terceira República (1974–presente)       |                                                                     |                    |                         |                         |         |                              |
| #                                        | Ministro da Comunicação Social (Nascimento–Morte)                   | Retrato            | Início do mandato       | Fim do mandato          | Governo | Governo                      |
| Governos Provisórios (1974–1976)         |                                                                     |                    |                         |                         |         |                              |
| 1                                        | Raul de Assunção Pimenta Rêgo (1913–2002)                           |                    | 16 de maio de 1974      | 17 de julho de 1974     |         | I Prov. Palma Carlos         |
| 2                                        | José Eduardo Fernandes de Sanches Osório (1940–)                    |                    | 17 de julho de 1974     | 30 de setembro de 1974  |         | II Prov.                     |
| –                                        | Cargo vago                                                          |                    | 30 de setembro de 1974  | 3 de outubro de 1974    | ——      | ——                           |
| 3                                        | Vítor Manuel Rodrigues Alves (por delegação de funções) (1935–2011) |                    | 3 de outubro de 1974    | 24 de fevereiro de 1975 |         | III Prov. Gonçalves          |
| 4                                        | Jorge Correia Jesuíno (1934–)                                       |                    | 24 de fevereiro de 1975 | 19 de setembro de 1975  |         | III Prov. Gonçalves          |
| 4                                        | Jorge Correia Jesuíno (1934–)                                       | IV Prov. Gonçalves | 24 de fevereiro de 1975 | 19 de setembro de 1975  |         |                              |
| 4                                        | Jorge Correia Jesuíno (1934–)                                       | V Prov. Gonçalves  | 24 de fevereiro de 1975 | 19 de setembro de 1975  |         |                              |
| 5                                        | António de Almeida Santos (1926–2016)                               |                    | 19 de setembro de 1975  | 23 de julho de 1976     |         | VI Prov. Pinheiro de Azevedo |
| Governos Constitucionais (1976-Presente) |                                                                     |                    |                         |                         |         |                              |
| –                                        | Cargo extinto                                                       |                    | 23 de julho de 1976     | 22 de novembro de 1978  | ——      | ——                           |
| 6                                        | Daniel Proença de Carvalho (1941–)                                  |                    | 22 de novembro de 1978  | 1 de agosto de 1979     |         | IV Mota Pinto                |
| 7                                        | João António de Figueiredo (1937–)                                  |                    | 1 de agosto de 1979     | 3 de janeiro de 1980    |         | V Pintasilgo                 |